# Rock in Rio (album)
Rock in Rio – album koncertowy brytyjskiego zespołu Iron Maiden, wydany 25 marca 2002 roku. Został nagrany 19 stycznia 2001 r., podczas występu zespołu na festiwalu Rock in Rio. Na tym festiwalu zespół wystąpił przed największą widownią w swojej historii, której liczba wynosiła około 250 tysięcy ludzi.
Jest to piąty album koncertowy Iron Maiden, jak i piąty nagrany z Bruce'em Dickinsonem jako wokalistą zespołu; album jest zarazem pierwszym albumem koncertowym, na którym zespół występuje z trzema gitarzystami: Dave'em Murrayem, Janickiem Gersem, i Adrianem Smithem (który powrócił do zespołu w 1999 r., razem z Dickinsonem) nie licząc pojedynczego wykonania utworu "Running Free" przez zespół w 1992 roku podczas koncertu w Donington. To spowodowało zmiany wśród wykonywania solówek gitarowych na koncertach, które można zaobserwować na filmie z koncertu (sekcja o filmie poniżej). Najbardziej znacząca zmiana jest w utworze "The Trooper", w którym pierwszą połowę solówki wykonują Gers i Smith, a drugą połowę − sam Murray. Bardziej ogólną zmianą jest to, że Gers (który został następcą Smitha w 1990 r.) nawet po powrocie do zespołu Smitha dalej wykonuje większość solówek wykonywanych oryginalnie przez niego.
Podczas utworu "Hallowed Be Thy Name" można zauważyć także, że Gers wykonuje należącą do Adriana Smitha solówkę znacznie szybciej.
Utwór "Arthur's Farewell", który jest wstępem na tym koncercie, jest kompozycją Jerry'ego Goldsmitha, zamieszczoną oryginalnie na soundtracku do filmu Rycerz Króla Artura z 1995 roku. Utwór jest grany w skróconej wersji na koncercie, oryginalnie trwa ponad 5 minut.
Według danych z kwietnia 2002 album sprzedał się w nakładzie 18 525 egzemplarzy na terenie Stanów Zjednoczonych.

## Lista utworów
Płyta 1
1. "Arthur's Farewell" [Wstęp] – 1:55
2. "The Wicker Man" – 4:41
3. "Ghost of the Navigator" – 6:48
4. "Brave New World" – 6:06
5. "Wrathchild" – 3:25
6. "2 Minutes to Midnight" – 6:26
7. "Blood Brothers" – 7:15
8. "Sign of the Cross" – 10:49
9. "The Mercenary" – 4:42
10. "The Trooper" – 4:34

Płyta 2
1. "Dream of Mirrors" – 9:38
2. "The Clansman" – 9:19
3. "The Evil That Men Do" – 4:40
4. "Fear of the Dark" – 7:40
5. "Iron Maiden" – 5:51
6. "The Number of the Beast" – 5:00
7. "Hallowed Be Thy Name" – 7:23
8. "Sanctuary" – 5:17
9. "Run to the Hills" – 4:52

## Film
Rock in Rio jest również nazwą filmu koncertowego Iron Maiden, wydanego 12 czerwca 2002 roku. Jest to ten sam koncert (opisany powyżej) z festiwalu Rock in Rio. Film zawiera dwie płyty DVD (bądź dwie kasety - w przypadku wydania VHS, oraz jedną płytę - w przypadku wydania UMD). Na pierwszej płycie zawarty jest cały koncert z taką samą listą utworów co w wersji albumowej, na drugiej płycie zawarte zostały trzy dodatki w postaci wywiadów z członkami zespołu, krótki film dokumentalny opisujący "Dzień z Życia" Iron Maiden, oraz fotografie oficjalnego fotografa zespołu, Rossa Halfina.
Wydawnictwo w Polsce uzyskało certyfikat złotej płyty DVD.

### Lista utworów
Płyta 1
1. "Arthur's Farewell" [Wstęp]
2. "The Wicker Man"
3. "Ghost of the Navigator"
4. "Brave New World"
5. "Wrathchild"
6. "2 Minutes to Midnight"
7. "Blood Brothers"
8. "Sign of the Cross"
9. "The Mercenary"
10. "The Trooper"
11. "Dream of Mirrors"
12. "The Clansman"
13. "The Evil that Men Do"
14. "Fear of the Dark"
15. "Iron Maiden"
16. "The Number of the Beast"
17. "Hallowed Be Thy Name"
18. "Sanctuary"
19. "Run to the Hills"

Płyta 2
- Wywiady z członkami zespołu.
- "Dzień z Życia" Iron Maiden.
- Foto-pamiętnik Rossa Halfina (oficjalnego fotografa zespołu) - 50 ekskluzywnych zdjęć z południowoamerykańskiej części trasy koncertowej Iron Maiden, oraz komentarz od Halfina.

## Wykonawcy
- Bruce Dickinson – śpiew
- Dave Murray – gitara elektryczna
- Janick Gers – gitara elektryczna
- Adrian Smith – gitara elektryczna, podkład wokalny
- Steve Harris – gitara basowa, podkład wokalny
- Nicko McBrain – perkusja

- Michael Kenney – keyboard